# Елстра
Елстра или Халштро (њем. Elstra, глсрп. Halštrow) град је у њемачкој савезној држави Саксонија. Једно је од 63 општинска средишта округа Бауцен. Према процјени из 2010. у граду је живјело 2.976 становника. Посједује регионалну шифру (AGS) 14625130.

## Географски и демографски подаци
Елстра се налази у савезној држави Саксонија у округу Бауцен. Град се налази на надморској висини од 200 метара. Површина општине износи 32,6 km². У самом граду је, према процјени из 2010. године, живјело 2.976 становника. Просјечна густина становништва износи 91 становника/km².